# La Motte-Fanjas
La Motte-Fanjas là một xã thuộc tỉnh Drôme trong vùng Auvergne-Rhône-Alpes ở đông nam nước Pháp. Xã La Motte-Fanjas nằm ở khu vực có độ cao 242 mét trên mực nước biển.